# Světlice (Humpolec)
Světlice (německy Swietlitz, Lichtenfeldt (1352)) je vesnice, část města Humpolec v okrese Pelhřimov. Nachází se asi 3 km na sever od Humpolce. V roce 2009 zde bylo evidováno 94 adres. V roce 2001 zde trvale žilo 150 obyvatel.
Světlice je také název katastrálního území o rozloze 3,24 km2. V katastrálním území Světlice leží i Světlický Dvůr.

## Další fotografie

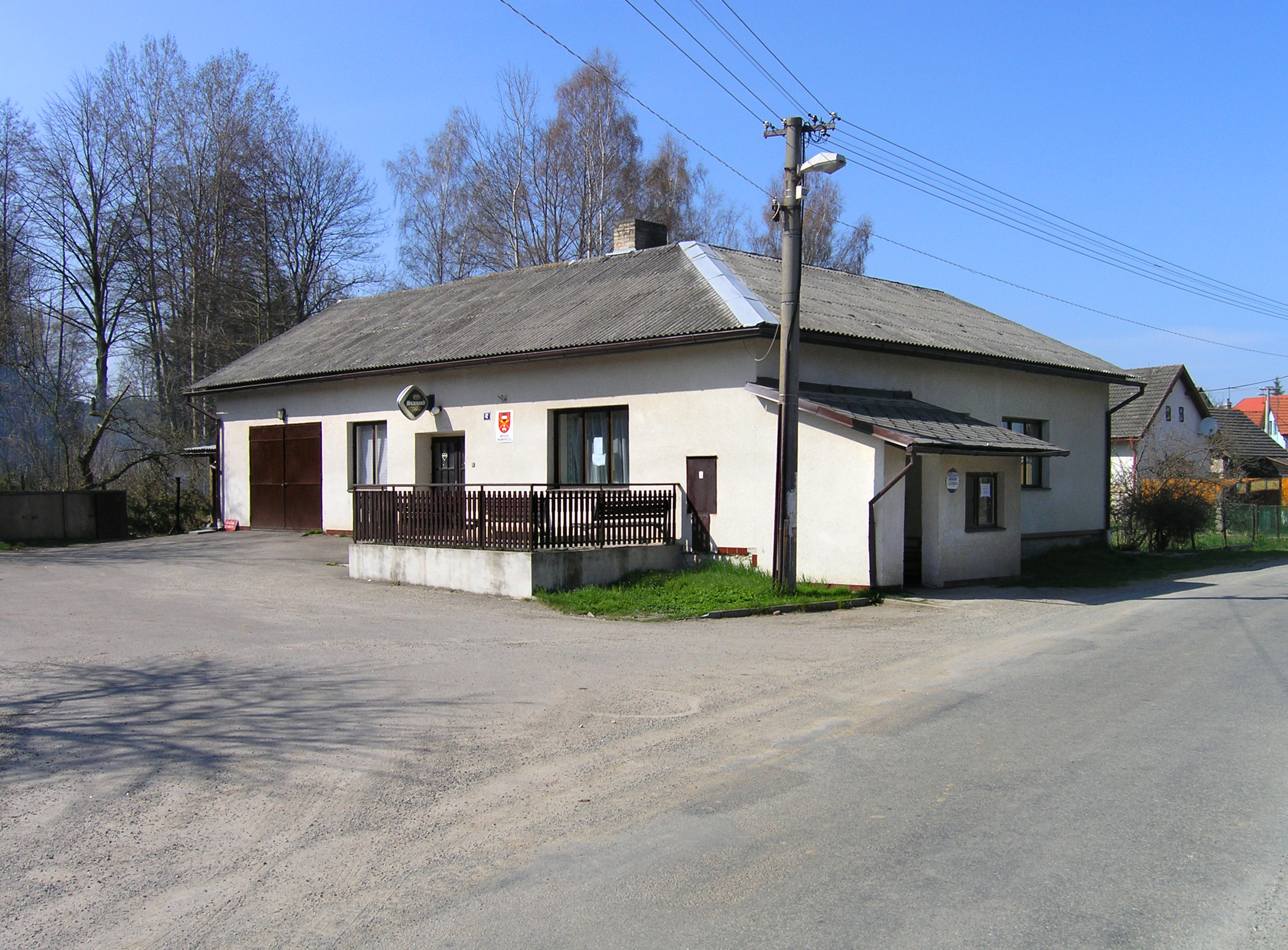
Restaurace a sídlo osadního výboru
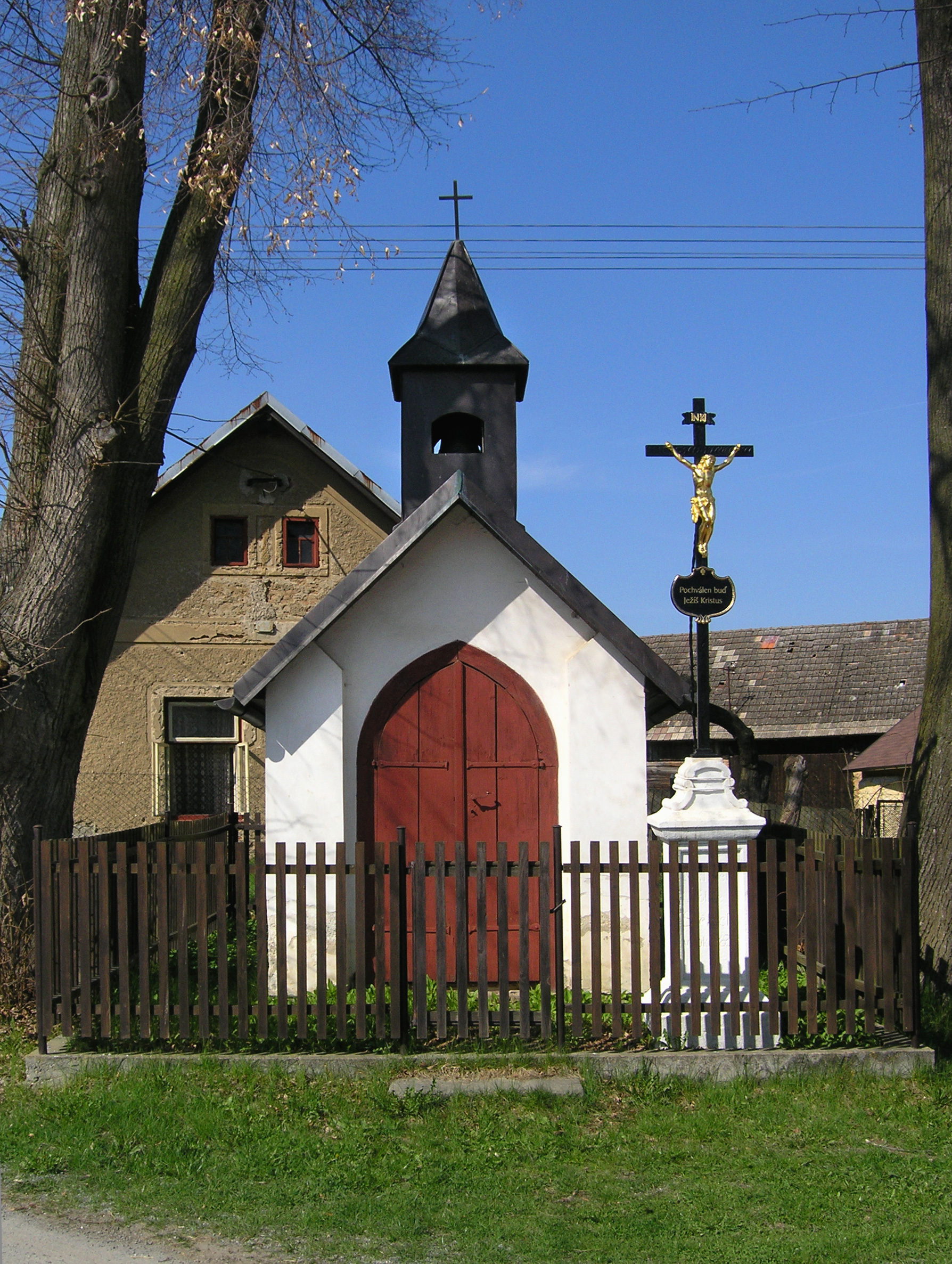
Kaplička